# Эйхборн, Рейнхард фон
Эйхборн, Рейнхард фон (также Айхборн, Райнхарт фон, нем. Reinhart von Eichborn; 1 ноября 1911, Бреслау, Пруссия — 2 ноября 1990) — немецкий юрист, лексикограф и издатель, антинацист. Автор немецко-английского экономического словаря Большой Эйхборн. Один из ключевых свидетелей защиты при разбирательстве Катынского дела в Нюрнбергском трибунале, доказавший непричастность к преступлению немецкой стороны, вину которой принял Нюрнбергский трибунал, что зафиксировано в приговоре.

## Жизнь
Рейнхард фон Эйхборн родился в Бреслау семье крупного банкира (банковский дом Эйхборн и Ко). После окончания средней школе учился на юридическом факультете университета Галле, где его однокурсником был будущий участник антигитлеровского Сопротивления Фабиан фон Шлабрендорф, год обучался в Оксфордском университете и закончил обучение в Берлине. С началом Второй мировой войны был призван в 537 полк связи и в 1941-43 годах руководил коммутатором штаба группы армий «Центр». Штаб 537 полка с осени 1941 года располагался в Катынском лесу на бывшей даче НКВД, рядом с которой в 1940 г. советские чекисты расстреливали пленных поляков. В штабе ГА «Центр» Эйхборн вновь встретил Шлабрендорфа, который вместе с полковником Хеннингом фон Тресковым планировал покушение на Гитлера в Смоленске. Эйхборн поддержал эти планы. В 1944 году он, в чине старшего лейтенанта, дежурил в отделе связи Верховного командования сухопутных войск (ОКХ), где сошелся с генералом Эрихом Фелльгибелем, участником заговора против Гитлера 20 июля. Конец войны встретил в Баварии, где немедленно предложил свои услуги американским оккупационным властям в качестве переводчика; впоследствии оккупационные власти назначили его помощником судьи. После войны как юрист и финансист, прекрасно владеющий английским языком, работал в различных банках и составлял немецко-испанский и немецко-английский экономические словари. Последний, получивший название «Большой Эйхборн», оказался чрезвычайно популярен и выдержал множество изданий в Германии, США и Великобритании. Для издания своих словарей он основал в Буршайде издательство Siebenpunkt-Verlag.

## Роль в Катынском деле
14 февраля 1946 года советский обвинитель на Нюрнбергском процессе Покровский инкриминировал Герману Герингу организацию убийства польских офицеров в Катыни. Согласно официальной советской версии, воспроизведенной в обвинении, убийства осуществлялись «немецким военным учреждением, скрывающимся под условным наименованием „штаб 537-го строительного батальона“ во главе с оберст-лейтенантом Арнесом», которое якобы квартировало в Катынском лесу. Эйхборн, служивший тогда помощником судьи в Баварии, узнал об этом из «Зюддойче Цайтунг» 19 февраля и сразу опознал в «537 батальоне» свой полк, а в «оберст-лейтенанте Арнесе» — его командира Фридриха Аренса (на 1945 год уже полковника). 7 марта он явился в контору мюнхенского нотариуса Ганса Нобиса и составил там аффидевит, в котором свидетельствовал: в районе Катынского леса осенью 1941 года стоял штаб не 537-го строительного батальона, а штаб 537-го полка связи; полк «не получал никаких приказов о проведении каких-либо мероприятий такого характера, о котором говорил Обвинитель»: «произвольные мероприятия такого рода со стороны полка немыслимы»; экипировка полка исключает его участие в подобных экзекуциях. В заключение он сослался на начальника разведотдела штаба ГА «Центр» генерал-майора удольфа Кристофа фон Герсдорффа, который действительно подтвердил его показания (его письменные показания были затем предъявлены защитой в Нюрнберге). Вслед затем он связался с защитой Геринга в Нюрнберге и вызвался выступить на процессе. 1 июня на Нюрнбергском процессе были допрошены в качестве свидетелей защиты сначала Аренс, потом Эйхборн, за ним непосредственный начальник Аренса генерал Ойген Оберхаузер.
Эйхборн подтвердил заявление Аренса, что в составе полка не было никакой инженерной части, что полк не имел отношение к экзекуциям и что штаб полка появился в Катынском лесу только в конце сентября 1941 года (согласно советской версии, расстрелы происходили в августе-сентябре). Он подчеркнул, что не имел никаких сведений о захвате лагерей с пленными, ни о каких расстрелах в полку не знает, а также не знает соответствующих приказов, хотя вся штабная документация полка по должности проходила через его руки. При этом, подчеркнул он, если бы действительно были захвачены крупные лагеря с польскими пленными, то сообщения об этом содержались бы в ежевечерних сводках армий — эти сводки также все проходили через его руки, и в них непременно наличествовало упоминание о пленных. Он также показал, что командующий группой армий «Центр» фельдмаршал Федор фон Бок крайне негативно относился к казням пленных, и в качестве доказательства привёл слышанный им накануне нападения на СССР телефонный разговор между генералом Хансом Гюнтером Клюге и Боком, в котором оба военачальника возмущались гитлеровским приказом об убийствах пленных и обсуждали меры по противодействию этому приказу.
Эти показания Эйхборн в 1952 г. повторил перед американской «комиссией Мэддена» — комиссией Конгресса США по расследованию Катынского преступления под руководством сенатора Рэя Дж. Мэддена; члены комиссии специально приехали во Франкфурт-на-Майне, чтобы допросить немецких свидетелей.